# Long John Baldry
Long John Baldry, rodným jménem John William Baldry (12. ledna 1941 – 21. července 2005) byl anglický zpěvák.
Roku 1961 spoluzaložil skupinu Blues Incorporated, později hrál s kapelou Bluesology a pak s The Steampacket. Ve skupině Bluesology hrál s klávesistou Regem Dwighem, který se později proslavil jako Elton John a své umělecké jméno vytvořil podle saxofonisty Eltona Deana a právě Johna Baldryho.
Baldry se otevřeně hlásil ke své homosexuální orientaci. Zemřel v roce 2005 ve svých čtyřiašedesáti letech.